# 6ix9ine
Daniel Hernandez (* 8. května 1996 New York), spíše známý jako 6ix9ine nebo Tekashi 6ix9ine, je americký rapper, známý pro svůj nekonvenční vzhled, kontroverzní chování a techniku používání hrubého hlasu. Proslavil se v roce 2017 svým singlem „Gummo“ (12. příčka v žebříčku Billboard Hot 100), která pochází z jeho debutové mixtape Day69. V roce 2018 nahrál svůj první Top 10 singl „FeFe“ (ft. Nicki Minaj a Murda Beatz) (3. příčka) z debutového alba Dummy Boy.
V polovině listopadu 2018 byl s dalšími čtyřmi muži zatčen, obviněn z vyděračství, držení zbraní a drog. U soudu mu hrozilo 47 let odnětí svobody. Hernandez se proto rozhodl svědčit o kriminálních aktivitách gangu a dosáhnout tak dohody o snížení trestu. Jelikož se díky jeho svědectví podařilo rozkrýt činnost gangu Nine Trey Gangster Bloods a uvěznit několik klíčových členů, soudce ho odsoudil pouze ke dvěma rokům odnětí svobody. Ačkoliv měl ve vězení zůstat do listopadu 2020, byl v dubnu téhož roku propuštěn do domácího vězení.

## Dětství
Daniel Hernandez se narodil 8. května 1996 v Brooklynu. Jeho matka byla Mexičanka a otec pocházel z Portorika. V osmé třídě byl vyloučen ze školy, do které se již nevrátil. V roce 2009 byl jeho otec zavražděn. Od té doby pomáhal živit rodinu různými nájemnými pracemi, ale také prodejem marihuany a tvrdých drog.

## Hudební kariéra

### Počátky (2014–2016)
Rapu se začal věnovat v roce 2014. Během prvních tří let vydal na různých platformách řadu nezávislých písní. Pozornost vzbudil zejména agresivním stylem rapu a využitím anime ve videoklipech. Řadu z jeho prvních písní vydal pod slovenským labelem FUCK THEM. Spolupracoval mimo jiné se slovenskou rapovou formací Hahacrew nebo českým raperem Lvcasem Dopem. Brzy poté se virálně proslavil, kvůli svému netradičnímu zjevu, jako součást internetového meme. První úspěšnější písní byl singl „POLES1469“ (ft. Trippie Redd), který uspěl zejména na YouTube.

### Průlom s mixtapeDay69a albumDummy Boy(2017–2018)
V listopadu 2017 vydal u labelů ScumGang a TenThousand Projects svůj první komerční singl „Gummo“. Píseň se poprvé objevila na platformě SoundCloud s videoklipem na YouTube. Píseň se umístila na 12. příčce žebříčku Billboard Hot 100 a obdržela Platinová deska certifikaci na platinovou desku. V prosinci následoval singl „Kooda“ (50. příčka) a v lednu 2018 singl „Keke“ (s Fetty Wap a A Boogie wit da Hoodie) (43. příčka). V únoru 2018 vydal svou první prodejní mixtape s názvem Day69. Ten debutoval na 4. příčce žebříčku Billboard 200 s 55 000 prodanými kusy v prvním týdnu prodeje (po započítání streamů). V žebříčku Billboard Hot 100 se umístily ještě další tři písně z mixtapu Day 69: „Billy“ (50. příčka), „Rondo“ (ft. Tory Lanez a Young Thug) (73. příčka) a „Gotti“ (99. příčka).
V květnu 2018 vyvolala vlnu kontroverze jeho účast při střelbě, kterou vyvrcholil jeho spor s dalším rapperem s pseudonymem Casanova. Kvůli tomuto konfliktu ztratil reklamní smlouvu v hodnotě 5 milionů dolarů a byl mu zakázán vstup do Barclays Center. Po incidentu se na chvíli stáhl do ústraní, aby později vydal singl „Tati“ (ft. DJ Spinking) (46. příčka). V červenci vydal svůj první Top 10 singl „FeFe“ (ft. Nicki Minaj a Murda Beatz) (3. příčka, 2x platinová certifikace). Po něm následovaly singly „Bebe“ (ft. Anuel AA) (30. příčka) a „Stoopid“ (ft. Bobby Shmurda) (25. příčka). Debutové album s názvem Dummy Boy bylo plánováno na 23. listopadu 2018, ale kvůli zatčení Hernandeze bylo vydání odloženo na neurčito. Nicméně album v téže době uniklo předčasně na internet. V reakci na to bylo vydáno 27. listopadu. I přes negativní publicitu, odložení vydání alba a několikadenní leak, debutovalo na 2. příčce žebříčku Billboard 200 se 65 000 prodanými kusy (po započítání 75 milionů streamů). V září 2019 album získalo certifikaci platinová deska.

### Uvěznění a kariéra po propuštění, album Tattle Tales a další (2018–...)
Od listopadu 2018 do dubna 2020 byl uvězněn a obviněn z vyděračství, držení zbraní a drog. Jelikož mu hrozilo až doživotí, spolupracoval jako korunní svědek na odkrytí činností gangu Nine Trey Gangster Bloods a uvěznění jeho klíčových členů. Díky svědectví mu byl trest vyměřen na pouhé dva roky odnětí svobody se započítáním doby strávené ve vazbě. V dubnu 2020 byl z obav o své zdraví kvůli pandemii covidu-19 propuštěn do domácího vězení.
V květnu vydal svůj první singl od propuštění. Píseň „Gooba“ doprovázel virální videoklip, který zlomil několik rekordů. Na YouTube šlo o nejvíce sledovaný videoklip za prvních 24 hodin od zveřejnění (43 milionů zhlédnutí) a o videoklip, který nejrychleji překonal příčku 100 milionů zhlédnutí (za necelých 72 hodin). 6ix9ine překonal další rekord i na Instagram Live, kde jeho první veřejný stream sledovalo 1,9 milionu osob. Singl „GOOBA“ debutoval na 3. příčce žebříčku Billboard Hot 100. 6ix9ine následně obvinil společnost Billboard z machinací se streamy, které se započítávají do žebříčku prodejnosti. Společnost Billboard ovšem obvinění odmítla a uvedla, že 6ix9ine použil špatný výpočet. Například započítával všechny streamy a ne jen streamy z USA, které se pro americký žebříček používají. Po propuštění z vězení také rozdmýchal mediální spor s rapperem Snoop Doggem. V červnu vydal s Nicki Minaj singl „Trollz“, který debutoval na první příčce žebříčku Billboard Hot 100, jako jeho první. Následující singl „Yaya“ se umístil pouze na 99. příčce žebříčku Billboard Hot 100. Videoklipy k písním „Gooba“, „Trollz“ a „Yaya“ byly natočeny v jeho domě, během jeho domácího vězení, které mu skončilo v srpnu 2020. Další singl „Punani“ již do žebříčků nevstoupil. V srpnu oznámil, že jeho druhé album ponese název Tattle Tales, což se překládá jako „bonzák“ či „bonzování“. Album vyšlo na začátku září a debutovalo na 4. příčce žebříčku Billboard 200 s 53 000 prodanými kusy v první týden prodeje (po započítání streamů).
V roce 2021 vyšel singl „Zaza“ (90. příčka) a v roce 2022 „Giné“ (83. příčka), který vyšel k propagaci jeho vlastní edice energy drinku Giné.
V červnu 2023 vyšlo album Leyenda Viva, které 6ix9ine nahrál ve španělštině a v žánru reggaeton. Album i jeho singly v hitparádách propadly.
V lednu 2024 vydal EP Blackballed.

## Problémy se zákonem
Jako nezletilý byl zatčený za napadení a prodej heroinu.
Byl členem odnože nechvalně známého gangu Bloods.
V říjnu 2015 byl souzen z obvinění zneužití nezletilé osoby. V únoru 2015 (ve věku 17 let) měl sexuální kontakt s třináctiletou dívkou, který si částečně natočil a posléze zveřejnil na internetu. Soud mu nabídl dohodu, pokud si Hernandez udělá vyrovnávací vzdělávací zkoušky GED, vyhne se zveřejňování citlivého obsahu na internetu a neudělá jiný přečin, bude mu vyměřena jen tříletá podmínka a nebude registrován jako sexuální útočník; v opačném případě by nastoupil tříletý trest odnětí svobody. Soud pokračoval až do roku 2018, kde mu byla vyměřena čtyřletá podmínka a 1000 hodin veřejně prospěšných prací.
V červenci 2018 byl předvolán k případu, kdy byl obviněn ze škrcení 16leté dívky, kterého se měl dopustit v lednu 2018. V téže době byl v Brooklynu unesen a okraden třemi útočníky. Ti ho připravili přibližně o majetek v hodnotě 750 000 dolarů. Hernandezovi se během únosu podařilo utéci a zavolat policii. Následně byl po poranění odvezen do nemocnice.

### Zatčení z listopadu 2018
V polovině listopadu 2018 byl s dalšími čtyřmi muži zatčen, obviněn z vyděračství, držení zbraní a drog. U federálního soudu mu hrozilo až doživotí. Všichni obvinění byli členy gangu Nine Trey Gangster Bloods. Soudce stanovil termín soudu na 4. září 2019 a odmítl propuštění na kauci. Hernandez by tedy měl do té doby zůstat ve vazbě. V lednu 2019 bylo zveřejněno, že ihned po zatčení uzavřel dohodu s federálními orgány. Dohodou se přiznal k devíti zločinům (včetně organizované trestné činnosti a distribuce drog) a zavázal se spolupracovat s federálními orgány (vypovídat ohledně další trestné činnosti); výměnou mělo dojít ke snížení trestu. Nicméně mělo mu stále hrozit alespoň 47 let ve vězení.
Jedním ze zločinů, ke kterým se v rámci dohody přiznal, byla objednávka postřelení rappera Chiefa Keefa, který byl členem konkurenčního gangu. Na útok, který se odehrál v červnu 2018, si dle své výpovědi najal gangstera Kintea „Kooda B“ McKenzieho. Ten u soudu uznal svou vinu z účasti na napadení, ale odmítal, že by byl střelcem. Hernandez vypověděl, že McKenziemu spolu se svým tehdejším manažerem Kifanem “Shottim” Jordanem nabídli 20 000 dolarů, ovšem kvůli tomu, že Keef nebyl při útoku zraněn, měli McKenziemu zaplatit jen polovinu.

### Soud s členy gangu Nine Trey Gangster Bloods
Na začátku září 2019 byl Kifano “Shotti” Jordan, v té době již bývalý manažer Hernandeze, odsouzen k 15 letům odnětí svobody za dva útoky smrtelnou zbraní. Jordan byl mezi muži zatčenými spolu s Hernandezem v listopadu 2018.
V polovině září 2019 začal soud s Anthony “Harvem” Ellisonem a Aljermiahem “Nukem” Macem, dvěma dalšími členy gangu Nine Trey Gangster Bloods, kteří byli ve styku s Hernandezem. Anthony Ellison byl v roce 2018 Hernandezův bodyguard. V tomto soudním přelíčení Hernandez vystupoval jako korunní svědek obžaloby. Ve své výpovědi uvedl, že se s členy gangu Nine Trey Gangster Bloods poprvé seznámil v létě 2017, a to přes svého tehdejšího manažera Chrise Ehigiata. Hernandez chtěl členy gangu do svého videoklipu k písni „Gummo“, ve kterém skutečně vystupují. Důvodem měl být spor s dalšími rappery Trippie Reddem a Casanovou, o kterých Hernandez u soudu uvedl, že byli členy jiné odnože gangu Bloods. Hernandez tím chtěl ukázat, že má za sebou vlastní gang. Na natáčení videoklipu se setkal také se svým budoucím manažerem Kifanem “Shottim” Jordanem. Po úspěchu videoklipu byl Hernandez, dle svých slov, přijat do gangu Nine Trey Gangster Bloods aniž by musel projít iniciací, což měla být vražda. Gang souhlasil se členstvím výměnou za část zisku z Hernandezovy kariéry. Hernandez měl naopak získat ochranu a respekt v rámci gangové kultury. Hernandez během soudu označil celou řadu osob jako členy gangu Nine Trey Gangster Bloods, například také kolegy z branže Jima Jonese nebo Cardi B.
Obžaloba obvinila Anthonyho Ellisona také ze zosnování přepadení a únosu Hernandeze z léta 2018. Obhajoba naopak tvrdila, že únos byl nahraný a mělo jít o zajištění publicity před vydáním alba. U soudu byla přehrána nahrávka, na které je zachycen začátek únosu. Přítomnost kamery ve voze Hernandeze potvrdil i jeho tehdejší řidič Jorge Rivera, o kterém u soudu vyšlo najevo, že byl od července 2018 informátorem policie. V říjnu 2019 soud vynesl rozsudek nad Anthony “Harvem” Ellisonem a Aljermiahem “Nukem” Macem. Díky svědectví Hernandeze shledal oba vinnými. Ellison byl odsouzen za únos Hernandeze a vyděračství; Mace za vyděračství a obchod s drogami.
Soud se samotným Hernandezem probíhal v listopadu a prosinci 2019. Soudce ocenil Hernandezovu spolupráci v případu členů gangu Nine Trey Gangster Bloods, nicméně prohlásil, že rok, který Hernandez strávil ve vazbě není dostatečným trestem za jeho podíl na kriminálních aktivitách. Soudce mu proto vyměřil trest dvou let odnětí svobody, pětiletou podmínku, 300 hodin obecně prospěšných prací a pokutu 35 000 dolarů. Do výkonu trestu se započítá i čas strávený ve vazbě. Díky tomu bude propuštěn nejpozději v listopadu 2020.
V souvislosti s jeho spoluprací s orgány činnými v trestním řízení mu někteří lidé na internetu začali urážlivě přezdívat „6ix9ine Snitch“, což v překladu do češtiny znamená „Práskač 6ix9ine“.
Z vězení měl být propuštěn 2. srpna 2020, avšak 22. března požádal o to, aby mohl odpykat zbytek trestu v domácím vězení. Zdůvodnil to potížemi s astmatem, které jej vystavují zvýšenému riziku v souvislosti s probíhající epidemií koronaviru. Po doporučení státního zástupce Geoffreyho Bermana soud 2. dubna propuštění do domácího vězení odsouhlasil.

## Diskografie

### Studiová alba
- 2018 – Dummy Boy
- 2020 - Tattle Tales
- 2023 - Leyenda Viva

### EP
- 2024 - Blackballed

### Prodejní mixtapes
- 2018 – Day69

### Úspěšné singly
Singly, které se umístily v žebříčku Billboard Hot 100:
- 2017 – „Gummo“
- 2017 – „Kooda“
- 2018 – „Keke“ (s Fetty Wap a A Boogie wit da Hoodie)
- 2018 – „Gotti“
- 2018 – „Tati“ (ft. DJ Spinking)
- 2018 – „FeFe“ (ft. Nicki Minaj a Murda Beatz)
- 2018 – „Bebe“ (ft. Anuel AA)
- 2018 – „Stoopid“ (ft. Bobby Shmurda)
- 2020 – „Gooba“
- 2020 – „Trollz“ (ft. Nicki Minaj)
- 2020 - „Yaya“
- 2021 - „Zaza“
- 2022 - „Giné“